# King Gyan Osei
King Gyan Osei (22 december 1988) is een Ghanees voetballer. Zijn huidige club is Viking FK waar hij speelt sinds 2011. Eerder speelde hij drieënhalf jaar voor Germinal Beerschot, dat hem huurde van Fulham FC. Dit omwille van de strenge reglementen omtrent werkvergunningen in Engeland.
Eind september 2009 werd bij King Gyan Osei een kuitbeenbreuk vastgesteld als gevolg van een ongelukkige tussenkomst van een ploegmaat tijdens een training.
Sinds begin 2011 speelt hij voor Viking FK.

## Statistieken
| seizoen | club                      | land      | competitie         | wed. | goals |
| ------- | ------------------------- | --------- | ------------------ | ---- | ----- |
| 2006/07 | Fulham FC                 | Engeland  | Premier League     | 0    | 0     |
| 2006/07 | Germinal Beerschot (Loan) | België    | Jupiler League     | 10   | 0     |
| 2007/08 | Germinal Beerschot (Loan) | België    | Jupiler League     | 25   | 1     |
| 2008/09 | Germinal Beerschot (Loan) | België    | Jupiler Pro League | 22   | 1     |
| 2009/10 | Germinal Beerschot (Loan) | België    | Jupiler Pro League | 0    | 0     |
| 2010/11 | Viking FK                 | Noorwegen | Tippeligaen        |      |       |
| 2011/12 | Viking FK                 | Noorwegen | Tippeligaen        |      |       |
| 2012/13 | Viking FK                 | Noorwegen | Tippeligaen        |      |       |